# Svartstrupig solfågel
Svartstrupig solfågel (Aethopyga saturata) är en fågel i familjen solfåglar inom ordningen tättingar.

## Utseende
Svartstrupig solfågel är en 11 cm lång och mörk solfågel. Hanen har svart strupe och bröst, metalliskt purpurblå hjässa, mörka vingar olivgrå undersida och karmosinröd mantel. Stjärten med förlängda centrala stjärtpennor är blålila, övergumpen blå. Mellan mantel och övergump syns ett smalt gult band. Honan har sotfärgat olivgrön undersida, gul övergump och relativt lång näbb. Liknande hona blåsmyckad solfågel har gul buk, kortare näbb och vita stjärtsidor.
Fåglar i södra Vietnam (johnsi, se nedan) skiljer sig något genom att vara gulstreckat röd på bröstet och övre delen av buken, något mindre i storlek och ljusare rödbrun på halssidor, mantel och skapularer.

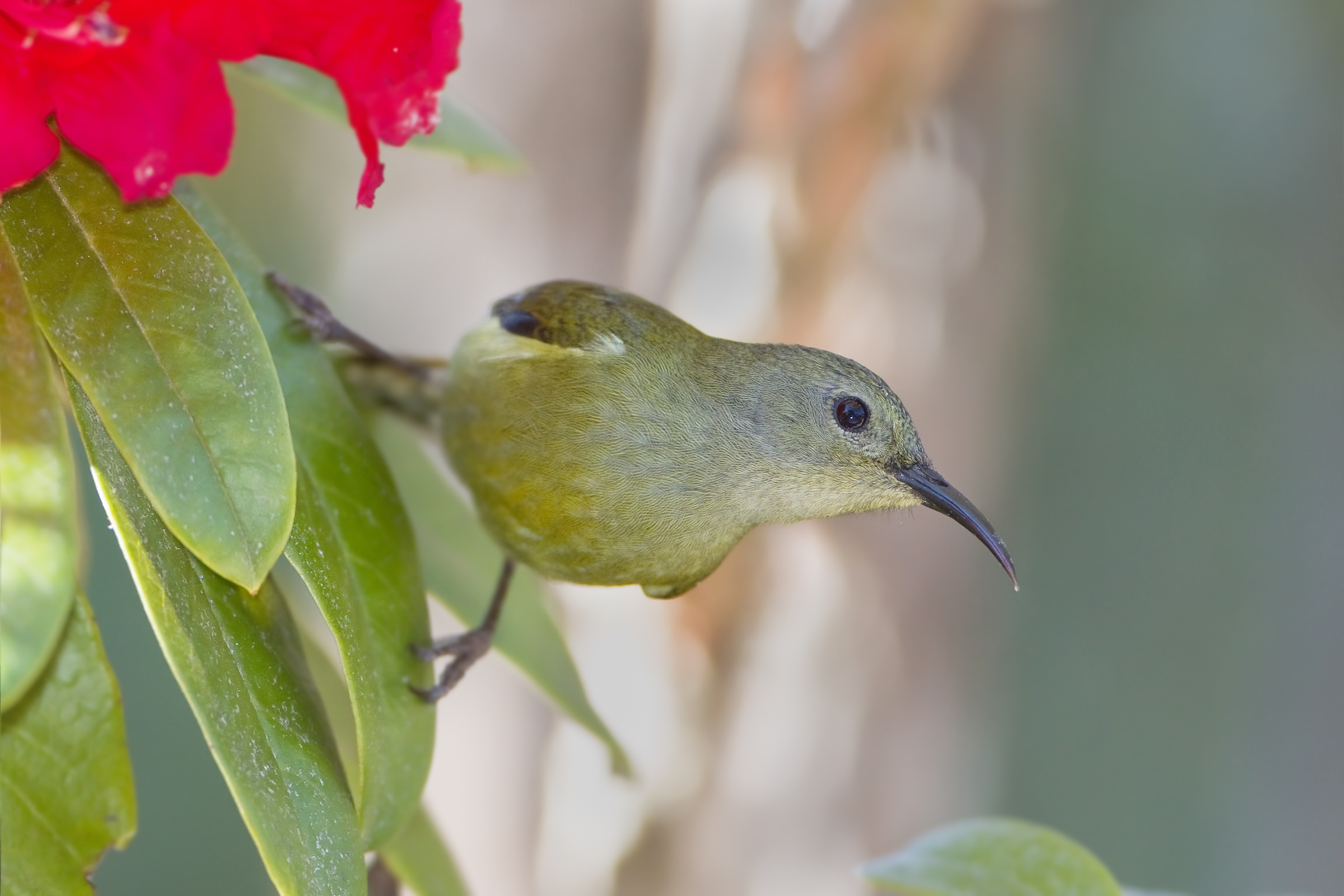
Hona.
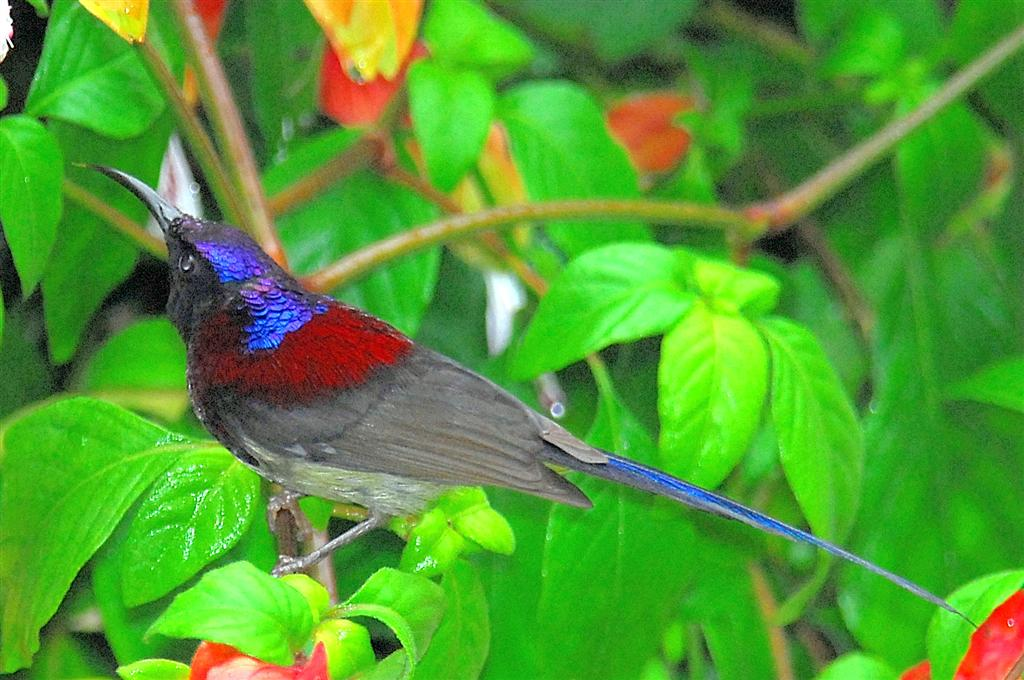
Hane.

## Utbredning och systematik
Svartstrupig solfågel delas in i tio underarter med följande utbredning:
- Aethopyga saturata saturata – Himalaya (Garhwal till Bhutan och sydöstra Tibet)
- Aethopyga saturata assamensis – Bangladesh Assam, norra Myanmar och sydvästra Kina (västra Yunnan)
- Aethopyga saturata galenae – bergstrakter i nordvästra Thailand
- Aethopyga saturata petersi – östra Myanmar till norra Thailand, Laos, Nordvietnam och sydöstra Yunnan
- Aethopyga saturata sanguinipectus – kullar i sydöstra Myanmar (Karenni och norra Tenasserim)
- Aethopyga saturata anomala – kullar på södra Thailändska halvön (Phatthalung och Trang)
- Aethopyga saturata wrayi – bergstrakter på Malackahalvön (söder om Trang)
- Aethopyga saturata ochra – södra Laos (Bolaven Plateau) och centrala Vietnam (Dakto)
- Aethopyga saturata cambodiana – bergstrakter i Kambodja
- Aethopyga saturata johnsi – Da Lat-platån i södra Vietnam

## Status och hot
Arten har ett stort utbredningsområde och en stor population med stabil utveckling och tros inte vara utsatt för något substantiellt hot. Utifrån dessa kriterier kategoriserar internationella naturvårdsunionen IUCN arten som livskraftig (LC). Världspopulationen har inte uppskattats men den beskrivs som vanlig i Myanmar, vida spridd och frekvent förekommande i Nepal, ganska vanlig i Indien, ovanlig i Thailand och möjligen utdöd i Bangladesh.